# Nowosybkow
Nowosybkow (russisch Новозыбков; ukrainisch Новозибків Nowosybkiw) ist eine Stadt in der Oblast Brjansk (Russland) mit 40.553 Einwohnern (Stand 14. Oktober 2010).

## Geografie
Die Stadt liegt in der Dneprniederung etwa 200 Kilometer südwestlich der Oblasthauptstadt Brjansk am Flüsschens Korna unweit seiner Mündung in den Iput im Flusssystem des Dnepr.
Nowosybkow bildet einen rajonfreisen Stadtkreis und ist zugleich Verwaltungszentrum des gleichnamigen Rajons.
Südöstlich befindet sich Klimowo.

## Geschichte
1701 wurde eine Sloboda (Handwerks- und Handelsdorf) Sybkaja urkundlich erwähnt, die um 1686 von Altorthodoxen gegründet worden war. Später wurde auch die Namensform Sypkow verwendet.
Nach der Verlegung an eine weniger überschwemmungsgefährdete Stelle wurde Nowo- (russisch für Neu-) vor den Ortsnamen gesetzt. Am 11. Februar 1809 wurde das Stadtrecht verliehen. Nach der Errichtung einer ersten Fabrik 1864 entwickelte sich die Stadt bis zum Beginn des 20. Jahrhunderts zu einem der wichtigsten Zentren der Streichholzherstellung Russlands mit über zehn Werken. In den Wirren nach der Oktoberrevolution 1917 kam dieser Wirtschaftszweig völlig zum Erliegen.
Im Zweiten Weltkrieg wurde Nowosybkow am 16. August 1941 von der deutschen Wehrmacht besetzt und am 25. September 1943 von Truppen der Brjansker Front und der Zentralfront der Roten Armee während des Vorrückens von Brjansk in Richtung Tschernihiw und Prypjat zurückerobert.

Caesium-137-Kontamination im Jahr 1996 in Belarus, Russland und der Ukraine in Kilobecquerel pro Quadratmeter

Infolge der Katastrophe von Tschernobyl 1986 gehören Nowosybkow und der umliegende Rajon zu den am stärksten radioaktiv verseuchten Gebieten Russlands: Unmittelbar westlich der Stadt beginnt eine mit über 1,5 MBq pro Quadratmeter kontaminierte unbewohnbare Sperrzone.

### Bevölkerungsentwicklung
| Jahr | Einwohner |
| ---- | --------- |
| 1897 | 15.362    |
| 1926 | 19.900    |
| 1939 | 24.485    |
| 1959 | 25.852    |
| 1970 | 34.433    |
| 1979 | 41.226    |
| 1989 | 44.854    |
| 2002 | 43.038    |
| 2010 | 40.553    |

Anmerkung: Volkszählungsdaten (1926 gerundet)

## Wirtschaft
In Nowosybkow gibt es Betriebe des Maschinen- und elektrotechnischen Gerätebaus, der Textil- und der Lebensmittelindustrie.
Die Stadt liegt an der 1887 eröffneten Eisenbahnstrecke Brjansk–Homel–Brest der damaligen Polessje-Eisenbahnen (Streckenkilometer 208), von welcher hier eine Strecke nach Nowhorod-Siwerskyj (Ukraine) abzweigt. Die Fernstraße M13 führt ebenfalls von Brjansk zur belarussischen Grenze südlich an Nowosybkow vorbei.

## Söhne und Töchter der Stadt
- Pawel Jefimowitsch Dybenko (1889–1938), Revolutionär und Marineoffizier
- Alexander Schapiro (1890–1942), ukrainischer Anarchist jüdischer Abstammung
- Marija Sergejenko (1891–1987), Latinistin und Hochschullehrerin
- Dmitri Schtscherbakow (1893–1966), sowjetischer Geologe und Geochemiker
- Grigori Roschal (1899–1983), Regisseur und Drehbuchautor
- Rostislaw Alexejew (1916–1980), sowjetischer Schiffs- und Flugzeugkonstrukteur
- Samson Samsonow (1921–2002), Regisseur, Drehbuchautor und Schauspieler